# Nu masculino na história da fotografia
O nu masculino na fotografia começa com a própria história da fotografia. 
Quando a fotografia começou a florescer, entre 1830 e 1840, sua principal função era retratar indivíduos. O que antes era acessível somente aos nobres, tornou-se comum entre todas as classes sociais. 

Os fotógrafos perceberam que havia um mercado emergente. Assim, surgiu a comercialização de fotografias que retratavam objetos, casas, ruas, cidades, paisagens e, finalmente, os nus. 
Para David Leddick, autor do livro The Male Nude (1999), a sociedade da época impôs a comercialização exclusiva de fotografias de nus femininos, com fins eróticos disfarçados sob uma ótica artística. 
Como a maioria dos homens não gostava de se ver nu, também não questionava se alguma mulher poderia admirar a beleza artística contida em um nu masculino. Muito menos se havia homens que pudessem admirá-los dessa forma. 

## Os nus de Muybridge

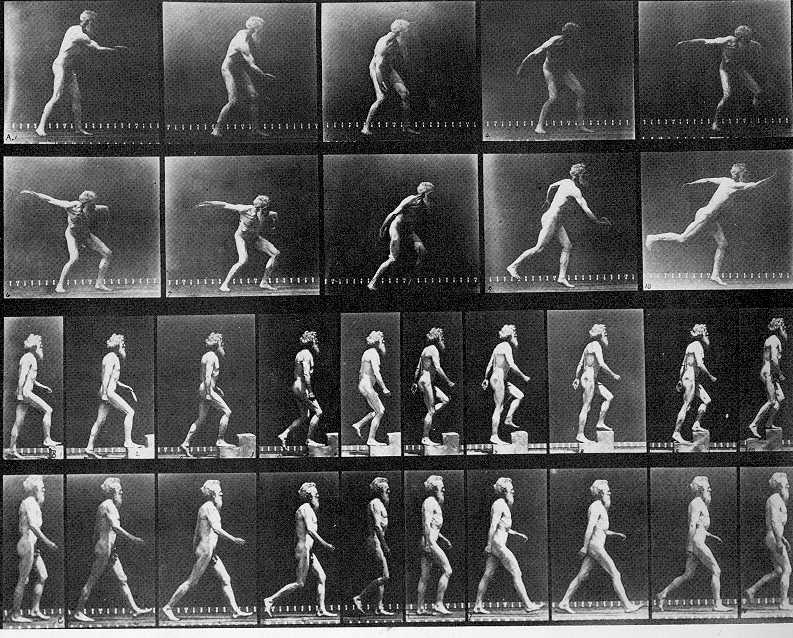
Muybridge fotografado nu.

Os primeiros nus masculinos na história da fotografia surgiram em 1872, com fins científicos. 
Nos Estados Unidos, o britânico Eadweard Muybridge uniu fotografias individuais, captadas separadamente, tornando visíveis as fases da locomoção, utilizando como modelos animais domésticos, além de mulheres e homens nus, inclusive ele mesmo. 

Seus estudos foram publicados somente em 1887 e conquistaram uma comedida respeitabilidade científica, já que os modelos nus, principalmente os masculinos, representavam um escândalo.
A divulgação do escândalo de Muybridge serviu de estímulo a outros artistas, que não buscaram qualquer justificativa científica para fotografar ou utilizar fotografias de nus masculinos. Thomas Eakins, considerado o maior pintor norte-americano do século XIX, utilizou os trabalhos de Muybridge na composição de suas pinturas, mas foi forçado a renunciar ao cargo de professor da Academia de Belas Artes da Pensilvânia, por trabalhar com modelos masculinos nus em uma turma mista.

## Erotismo

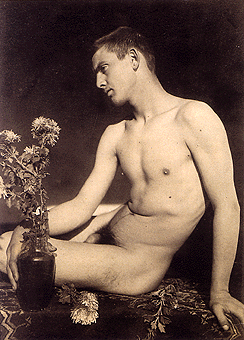
Wilhelm von Pluschow (1852-1930), Nudo maschile. Roma, 1896/1907.

Na Itália, no final do século XIX e início do século XX, os alemães Barão de von Gloeden e seu primo Wilhelm von Plüschow fotografaram jovens rapazes simulando cenas da Grécia Antiga. Os modelos aparecem usando turbantes e sandálias, quase sempre expondo naturalmente suas genitálias. Como não tinham objetivo de servir de guia para pinturas, essas fotografias foram consideradas os primeiros nus masculinos com objetivo artístico puro e simples. As fotografias de von Gloeden e von Plüschow venderam muito, principalmente para turistas homens, em sua maioria homossexuais. Era inevitável que o nu artístico, nas mãos de uma sociedade hedonista, não fosse consumido por seu apelo erótico, pois tudo depende do olhar individual de quem o vê. Assim, esses e outros artistas publicaram inúmeros catálogos de nus masculinos que se tornaram um grande negócio até a Primeira Guerra Mundial.

## Culto ao corpo
No início do século XX, astros de cinema e da dança foram fotografados nus ou semi-nus sem que tivessem concordado com isso. Rudolph Valentino, Ramon Navarro e Nijinsky  despertavam um enorme interesse entre homens e mulheres. Até a Segunda Guerra Mundial, a reprodução fotográfica de belos físicos masculinos, não necessariamente nus, se tornou tão comum que o hábito do culto ao corpo cresceu rapidamente. Esse comportamento contribuiu para o surgimento das primeiras revistas destinadas aos fisiculturistas. Porém, a venda destas revistas para homens e mulheres que não freqüentavam academias de ginástica, logo fez com que as fotos se tornassem cada vez mais sensuais e eróticas. 
Não é difícil imaginar que este novo apelo dos nus ou semi-nus masculinos logo os deixasse sob a mira de governos, igreja e conservadores em geral. É por isso que a partir desse período as revistas de físico tornaram-se mais amenas e os nus masculinos restritos ao comércio ilegal.

## Reconhecimento como arte
A circulação paralela e ilegal do nu artístico masculino perdurou em muitos países até o final da década de 1960. Em 1968, a revista americana Grecian Guild Pictorial venceu uma ação na Suprema Corte dos Estados Unidos, que finalmente reconheceu essa modalidade de fotografia como arte. A profusão de revistas explorando o nu masculino, de apelo artístico, erótico ou mesmo pornográfico, cresceu vertiginosamente desde então.

## A situação atual
Nas galerias, museus e espaços públicos, a aceitação do nu masculino na fotografia foi ainda mais lenta. Em 1978, uma exposição dedicada ao tema, na Marcuse Pfeifer Gallery, em Nova York, foi praticamente ignorada pelos críticos homens. Eles ainda viam o "nu masculino como um território restrito aos homossexuais e às feministas que queriam ver os homens em situação reduzida e vulnerável".  O que mais incomodava os críticos eram os pênis à mostra. 
Porém, como afirma David Leddick em seu livro, nesta época a produção já estava alheia aos críticos conservadores. Robert Mapplethorpe entrou a década de 1980 mostrando fotografias de belos homens nus, obtendo o reconhecimento da crítica internacional. De lá para cá, o nu masculino não causou mais grandes polêmicas nos países desenvolvidos.

## Fotógrafos do nu masculino

### Mulheres
- Diane Arbus
- Rosangela Betti (1946).
- Laurie Toby Edison
- Giorgia Fiorio (1967)
- Nora Geist
- Sarah Kent
- Elena Landi (1968)
- Grace Lau
- Annie Leibovitz
- Tiziana Luxardo
- Dianora Niccolini
- Patrizia Savarese
- Collier Schorr
- Elli Souyioultzoglou-Seraìdari ("Nelly") (1899-1998)
- Ellen von Unwerth

### Homens

#### A-D
- Gian Paolo Barbieri (1938)
- Amos Badertscher
- Henning von Berg
- Tom Bianchi
- Joseph Caprio
- A. Calavas
- Pierre Commoy (de Pierre & Gilles)
- Robert Cannon
- F. Holland Day
- Ken Duncan
- Jean Louis Durieu

#### E-L
- Thomas Eakins
- Edgar de Evia
- Hans Fahrmeyer
- Aldo Fallai
- Bernard Faucon
- Jim French
- Angelo Frontoni
- Vincenzo Galdi
- Wilhelm von Gloeden
- Alair Gomes
- Greg Gorman
- Athen Grey
- Oliver Hill (fotografo)
- Herbert List
- Blake Little
- Bruce LaBruce
- Elio Luxardo
- George Platt Lynes

#### M-R
- Robert Mapplethorpe
- Gaudenzio Marconi
- Will McBride
- Rohn Meijer
- Duane Michals
- Tony Patrioli
- Dino Pedriali
- Wilhelm von Plüschow
- Brad Posey
- Herb Ritts
- Frederick Rolfe

#### S-Z
- Francesco Scavullo (1929-2004).
- David Spingle
- Jock Sturges
- Bill Travis
- Arthur Tress
- Carl Van Vechten
- Raymond Voinquel
- Bruce Weber
- Edward Weston
- Minor White
- Jerome Zerbe

### Fotógrafos da era "beefcake"
- Aguillaran studios.
- AMG = Bob Mizer (Usa). ; ; .
- Bob Anthony (Robert Anthony Dabrowski), (Usa).
- Apollo / Apollo International / Zenith (Dick Fontaine).
- Grégoire Arax (Francia). .
- John Arnt of Seattle (Seattle, Usa). .
- William Arnold.
- Art-Kraft ("Jungle Red" e Frank Collier).
- Athletic Model Guild (AMG). Ver: Bob Mizer (Usa).
- Atlantic & Pacific Publications (Montreal, Canada).
- Atlas-Trade (Jan Eyck).

- John Barrington (UK) (John Paington 1920-1991). Ver também: Zodiac.
- Bruce Bellas (Bruce of Los Angeles 1909-1974) (Los Angeles, Usa). [ligação inativa]; .
- Belga Studios (Bélgica).
- James Bidgood (1936). Ver também: "Les folies des hommes" (New York, Usa). .

- California Models / Cal Models (Usa) (Al McDuffie).
- Capital studio (Vedi: Guyther) (Usa).
- Jimmy Caruso.
- Cavalier photos (Los Angeles, Usa).
- Champion (Walter James Kundzicz). Ver também: "Take One" e "Master Physique" (Usa). ; .
- Cecil Charles.
- Cobra studio.
- ColArt studio (UK).
- Frank Collier. (Ver também: Jungle Red).
- Constantine. (Ver também: Spartan of Hollywood) (Los Angeles, Usa).
- E. Wallace Coombs.
- Corporal of Canada (Canada). Ver também: Mark-One (Alan B. Stone).
- Craig.
- Rod Crowter.

- D.
- Bob DelMonteque (Usa). .
- Les Demi Dieux (Usa). Também como: "Lyric studio" e "DOM". .
- Gerald Desfosses (Canada).
- Discus (ver: Guyther) (Usa).
- Pete Dobing.
- DOM = Lyric studio = Les Demi Dieux.
- Douglas of Detroit (Lloyd Denfield, 1914-1994) (Usa). / Douglas Juleff. .

- Eastern Models / Eastern Models Associates (Don Young e Dick Lee). (Usa).
- Elmer Ebersol (Los Angeles, Usa)
- Neil Edwards.

- Dick Falcon.
- Les folies des hommes. Ver: James Bidgood (Usa).
- Juan Ferrero (1918-1958) / Jean Ferréro / Jean Ferrero (Francia).
- Earl Forbes (New York, Usa). .
- Força e saude (Brasil).
- Foto-Grafo (Suécia).
- Frisby (California, Usa).
- Frontier Boys.

- Galaxy (George Stockton) (UK).
- Galerie Vitruvium.
- Paul Gebbé (Robert Gebhart). (New York, Usa).
- Luc Geslin (Canada).
- Frank Giardina.
- Graham.
- Guyther (Anthony Guyther, anche come: Vulcan Studio, Discus e Capital Studio) (Usa).

- Hills photography / Hills studios.
- Hoffmann of Edinburgh (UK).
- Homme.
- HRM studios.
- Hussar studio.

- J. Brian of S. Francisco (Usa).
- Jock.
- Jungle Red. (Também como: Frank Collier e Art-Kraft).

- Karoll of Cuba / Karoll of Habana (La Habana, Cuba).
- Kelly, Raph (California, Usa).
- Fred Kovert (Kovert of Hollywood - Los Angeles, Usa). .
- Kris of Chicago / Kris Studio (Chuck Renslow, Chicago, Usa). ; .

- Tony Lanza (Usa).
- Mike Liscio.
- Lon of New York (Alonso "Lon" Hanagan (1911-1999), New York, Usa) ; .
- Lyle (California, Usa).
- Lyric studio. Anche come "Les Demi Dieux" e DOM.

- Male today.
- Malibu Studio.
- Mark-One (Alan B. Stone). Também como: "Corporal of Canada" (Canada).
- Dave Martin (San Francisco, Usa). Também como: Stanford StGeorge. ; .
- Master Physique (Ver: Champion - Walter James Kundzicz). (Usa).
- Merrimac Hill Studio.
- Meteque studio.
- Michigan Models (Usa).
- Milo of Los Angeles /  Pat Milo  (James Patrick Milo 1911-1969), Usa. ; .
- Bob Mizer (AMG / Athletic Model Guild). (Usa),

- Cliff Oettinger (Usa).

- Pacific Film.
- John Palatinus.
- Peppino di Torino (Torino, Italia).
- Plato.

- George Quaintance (Usa). .
- Quirk.

- R. A. Entrerprises.
- Riviera Boys.
- Mel Roberts (Los Angeles, Usa). .
- Roy.
- Royale.

- Troy Saxon studios (Stuart Rosenberg, Kansas City, Usa).
- Scott.
- Jack Sidney.
- Spartan of Hollywood / Spartan Studios. (Também como: Constantine) (Los Angeles, Usa).
- Spectrum film (Cincinnati, Usa).
- Stanford StGeorge. Ver: Dave Martin (Usa).
- Stan of Sweden (Suécia).
- Sunshine Beach Club. Vedi: Champion (Usa).
- Swen / Swen Swede (Suécia).

- Take one (Walter James Kundzicz). Também como: "Master Physique" e "Champion" (Usa).
- Target Studio (Lou Thomas) (Usa).
- The Sofisticate.
- T.H.E.M. Ver: Champion (Usa).
- Times Square Studio.
- Titan studio.
- Togof (Melvin Sokolsky).
- Tyc studio.

- Underwood photo guild.
- Al Urban / Urban of London / Urban of Los Angeles / Urban of Hollywood (New York, Chicago, Los Angeles - Usa e London - UK)

- Van Eyck.
- Van Loon Studio.
- Vince of London (UK). .
- Vulcan Studio (Ver: Guyther) (Usa).

- WalJim. Ver: Champion (Usa).
- Russ Warner (San Francisco, Usa). ; .
- Joe Weber.
- Don Whitman (Western Photography Guild; WPG). (Denver (Colorado), Usa). .
- Avery Willard (Avery Willard Parsons, 1921-1999) / Willard Studio .
- Vic White.
- WPG. Vedi: Don Whitman (Usa). .

- Don Young.

- Zenith / Apollo  (Dick Fontaine).
- Zodiac. Ver: John Barrington (UK).

### Bibliográficas
- Leddick, David. The Male Nude. New York: Taschen, 1999.
- David Leddick, Male nude now.
- David Leddick, Naked men.
- David Leddick, Naked men too.
- Open Directory Project: voce Photographers, Male Nudes.
- Manstouch Male Nude Photography
- Dylan Ricci Male Nude Photography
- Ecce, Homos
- Art of Love: Nude male art & photography
- Homobilia Male Nude Photography